# Рукополь
Рукополь — село в Краснопартизанском районе Саратовской области, в составе сельского поселения Рукопольское муниципальное образование.
Население — 698 (2010) человек.

## История
Железнодорожная станция и посёлок Рукополь были основаны в 1890-х годах на Ершово-Николаевской ветке Покровско-Уральской линии Рязано-Уральской железной дороги. Расположена станция была на земле, отчуждённой из владения графини Армфельд. Название Рукополь является дословным переводом с немецкого фамилии графини. В начале XX века Рукополь был незначительной станцией на 63-й версте от Ершова. Согласно Списку населенных мест Самарской губернии, составленному в 1900 году, в 1897 году при станции Рукополь проживало 19 мужчин и 20 женщин. Административно посёлок относился к Корнеевской волости Николаевского уезда
После начала столыпинских реформ район станции начали осваивать малоросские переселенцы из Екатеринославской, Херсонской и Таврической губерний, которые основывали хутора на участках, купленных через Крестьянский поземельный банк. Также к станции прилегали обширные частновладельческие земли. На станции Рукополь выгружали преимущественно хлеб, который дальше везли гужем в Николаевск и Балаково, обратно поставляли лес, капусту и разные предметы крестьянского потребления. Согласно Списку населённых мест Самарской губернии 1910 года в Рукополе имелось 5 дворов, проживали 21 мужчина и 23 женщины.
В гражданскую войну Рукополь оказался в эпицентре заволжских сражений. 28 августа 1918 года красные при попытке отвоевать Хвалынск попали под контрнаступление и были отброшены в Рукополь. На станции полки перегруппировались и воссоединились с отрядами В. И. Чапаева. 30 августа два полка под руководством Чапаева выступили на Семёновку, которую довольно быстро заняли, вытеснив противника. В середине ноября 1921 года в районе станции Рукополь орудовала банда Серова численностью до 1000 сабель и с 11 пулемётами. На борьбу с ней были брошены части ЧОН.
В конце 1920-х годов в Рукополе открылась ремонтно-механическая мастерская совхоза имени Чапаева. В 1931 году на станции начала работу контора Савельевских сланцевых рудников, в 1932 году открылись Рукопольская МТС и первая школа. В 1935 году школа переехала в здание конторы МТС, которое впоследствии занимали детский сад и квартиры учителей. В 1936 году двухкомплектную школу перевели в здание напротив сельсовета. В этот период велось затопление Толстовского водохранилища, были основаны колхоз "Комсомолец" и соседний посёлок Петровский, куда со временем переместился центр Рукопольского сельсовета. Центральная усадьба колхоза размещалась в Рукополе. Школа в 1950 году в статусе семилетней переехала в специально построенное здание, которое довольно быстро стало тесным, и занятия частично проводились в других зданиях. В 1973 году школа переехала в новое здание в посёлок Петровский.

## Физико-географическая характеристика
Село находится в Заволжье, в степи, на высоте около 70 метров над уровнем моря. Почвы - тёмно-каштановые.
Село расположено примерно в 14 км по прямой к северо-востоку-востоку от районного центра рабочего посёлка Горный. По автомобильным дорогам расстояние до районного центра составляет 24 км, до областного центра города Саратов — 240 км, до Самары — также около 240 км.
Часовой пояс
Рукополь, как и вся Саратовская область, находится в часовой зоне МСК+1. Смещение применяемого времени относительно UTC составляет +4:00.

## Население
Динамика численности населения по годам:
| Годы      | 1897 | 1910 | 2002 |
| --------- | ---- | ---- | ---- |
| Население | 39   | 44   | 851  |

| 2002 | 2010 |
| ---- | ---- |
| 851  | ↘698 |

Национальный состав
Согласно результатам переписи 2002 года русские составляли 90 % населения села.